# Gonfolina

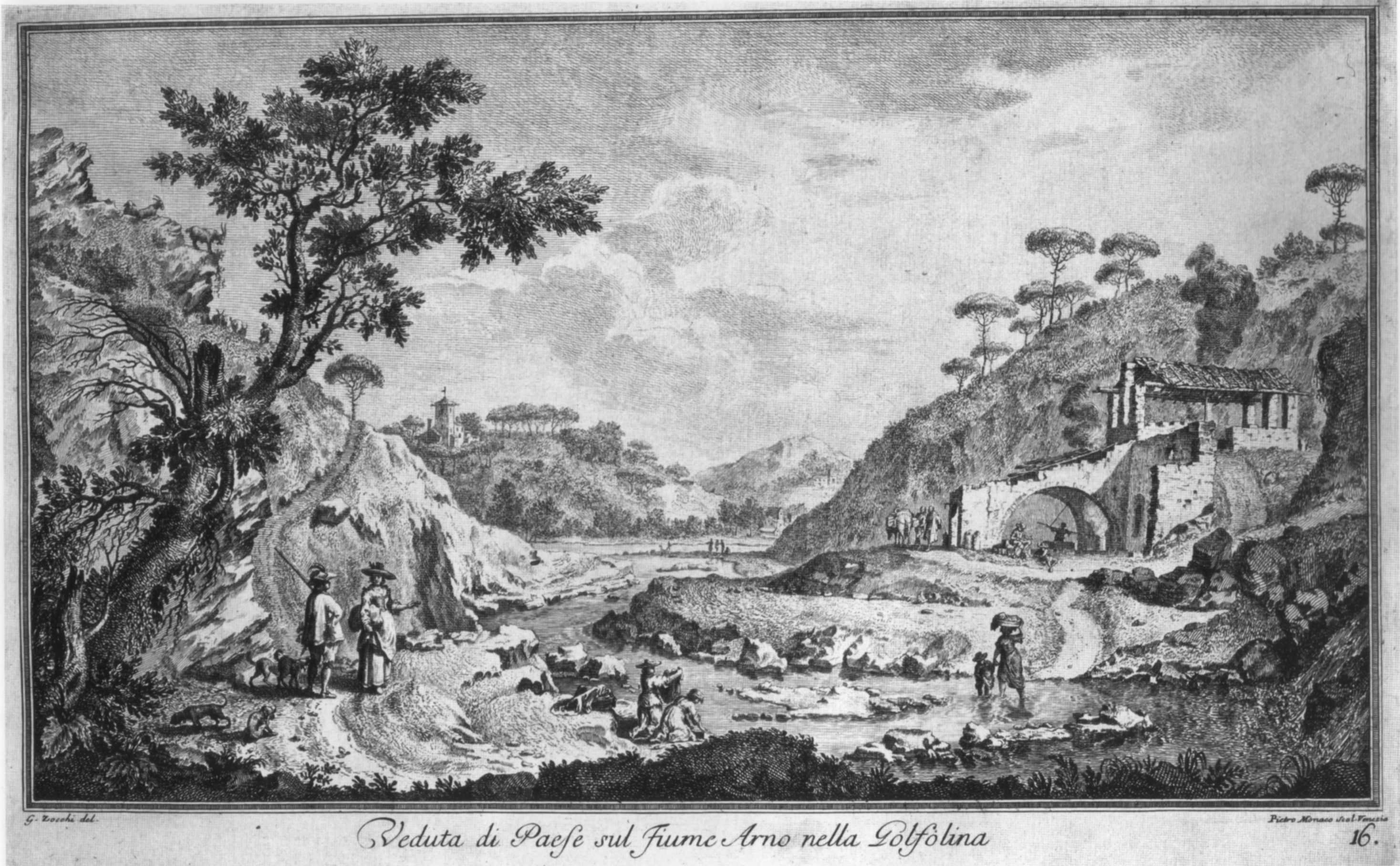
La Gonfolina in una stampa del 1744 di Giuseppe Zocchi

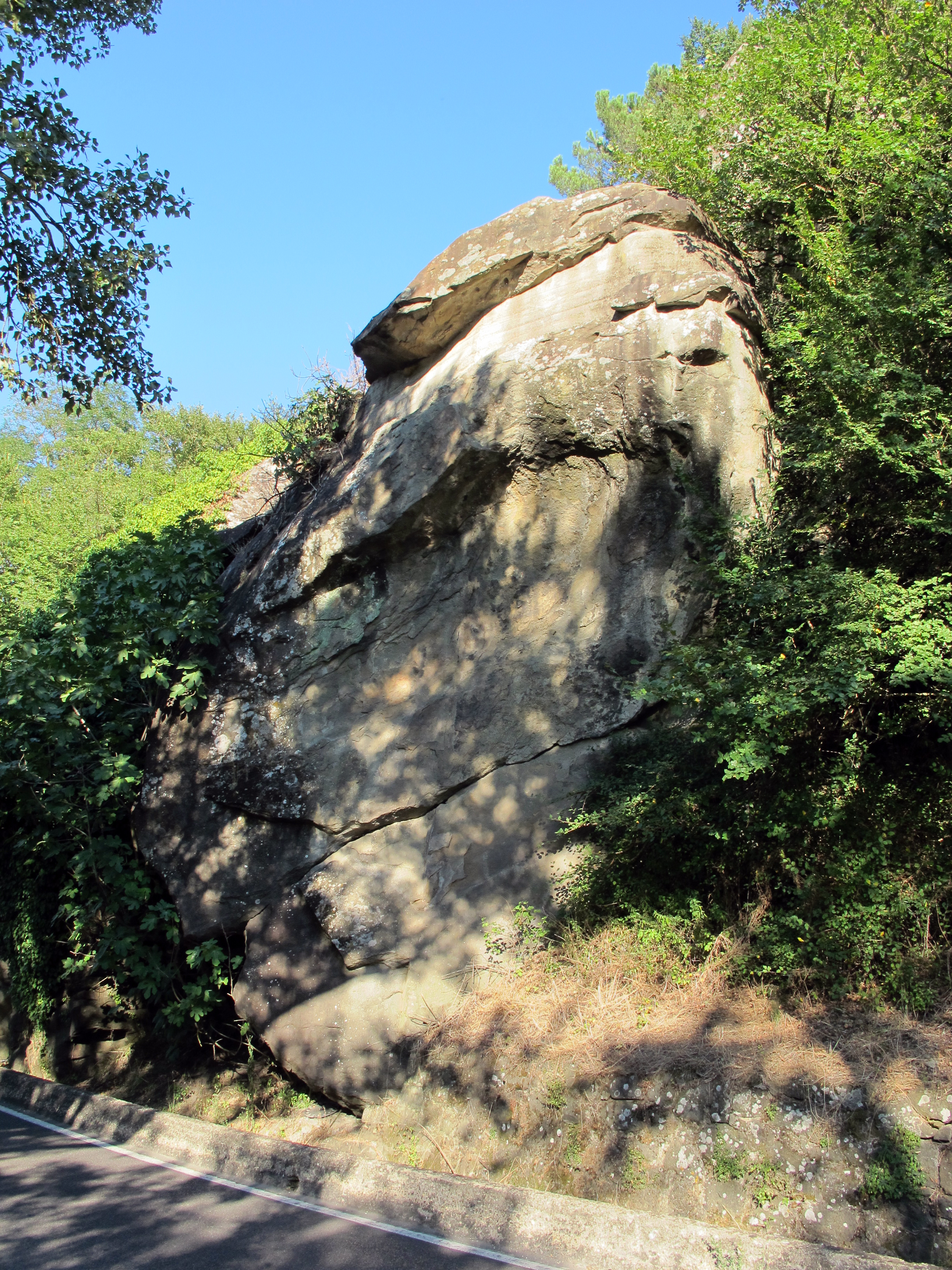
Il masso della Gonfolina

La Gonfolina o Golfolina è una strettoia del fiume Arno che corrisponde convenzionalmente alla delimitazione tra Valdarno medio e inferiore, nel comune di Lastra a Signa, tra le località La Lisca e Brucianesi, lungo la statale 67, al chilometro 64,5, poco lontano dalla confluenza del torrente Ombrone. Dopo la Gonfolina si apre quindi, ad una quota di 25 m s.l.m., il Valdarno Inferiore.

## Origine del nome
Golfolina deriva dal latino *gulfus, a sua volta dal greco antico: κόλπος?, kólpos ("seno, golfo"); la variante con /n/ Gonfolina può derivare dall'incrocio con gunfus, dal greco antico: γόμφος?, gómphos ("chiodo, gancio"), anch'esso attestato nei toponimi toscani.

## Storia e descrizione
Secondo alcuni geologi contemporanei in questa zona tra Cenozoico o Terziario esisteva un gran lago, che si estendeva nella piana fino all'attuale Prato, Pistoia, Firenze. Ciò era causato dallo sbarramento dell'enorme macigno di arenaria ancora oggi esistente (il "Masso della Gonfolina"), che si estendeva oltre la riva opposta dell'Arno, unendosi al Montalbano nel punto dove i rilievi collinari si fanno prossimi al corso del fiume su entrambe le sponde.
La tradizione, riportata ad esempio da Antonio Ricci nelle Memorie storiche del Castello e Comune di Carmignano (1895), vuole che lo sbarramento fosse stato forzato in epoca romana dall'uomo, spaccando il masso e facendo così defluire quello che restava del lago; sembra però più verosimile, secondo studi più moderni, che sia stata piuttosto l'erosione e l'accumulo di detriti sul fondo del lago, con conseguente innalzamento delle acque, a far superare lo sbarramento e svuotare le acque.
La zona della Gonfolina, per la presenza di un porto fluviale, era ben nota e frequentata durante il Medioevo e il Rinascimento. Giovanni Villani nella sua Cronica (lib. IX. cap. 335) racconta che il Signore di Lucca, il ghibellino Castruccio Castracani, ebbe l'idea, mai realizzata, di chiudere con una specie di diga rudimentale questa strettoia per allagare e distruggere l'avversaria Firenze. Un'epigrafe moderna sul masso ricorda una citazione di Leonardo da Vinci, che riporta la sua opinione sulla tradizione lacustre dei luoghi: "La Gonfolina, Sasso per antico unito co' Monte Albano in forma d'altissimo argine il quale tenea ingorgato tal fiume in modo che prima che versassi nel mare era dopo a' piedi di tal Sasso, componea due grandi laghi de' quali el primo è là dove oggi si vede finire la città di Firenze insieme con Prato e Pistoia". Spesso il maestro nei suoi studi sui moti dell'acqua si fermava nei pressi della Gonfolina per osservare l'altra sponda del fiume, dove l'acqua formava particolari movimenti e ghirigori all'immettersi dell'Ombrone nell'Arno.
Al masso è stata inoltre attiva per secoli l'estrazione di pietra serena, destinata in larga parte (nei secoli XVI e XVII) a Pisa e Livorno, a causa della facilità del trasporto fluviale.
Luogo ameno e pittoresco, la Gonfolina fu ad esempio incisa da Giuseppe Zocchi nelle Vedute delle ville e d'altri luoghi della Toscana del 1744.
Il masso è stato spesso al centro di racconti popolari e leggende, per questo è detto anche "delle Fate".

## Bibliografia

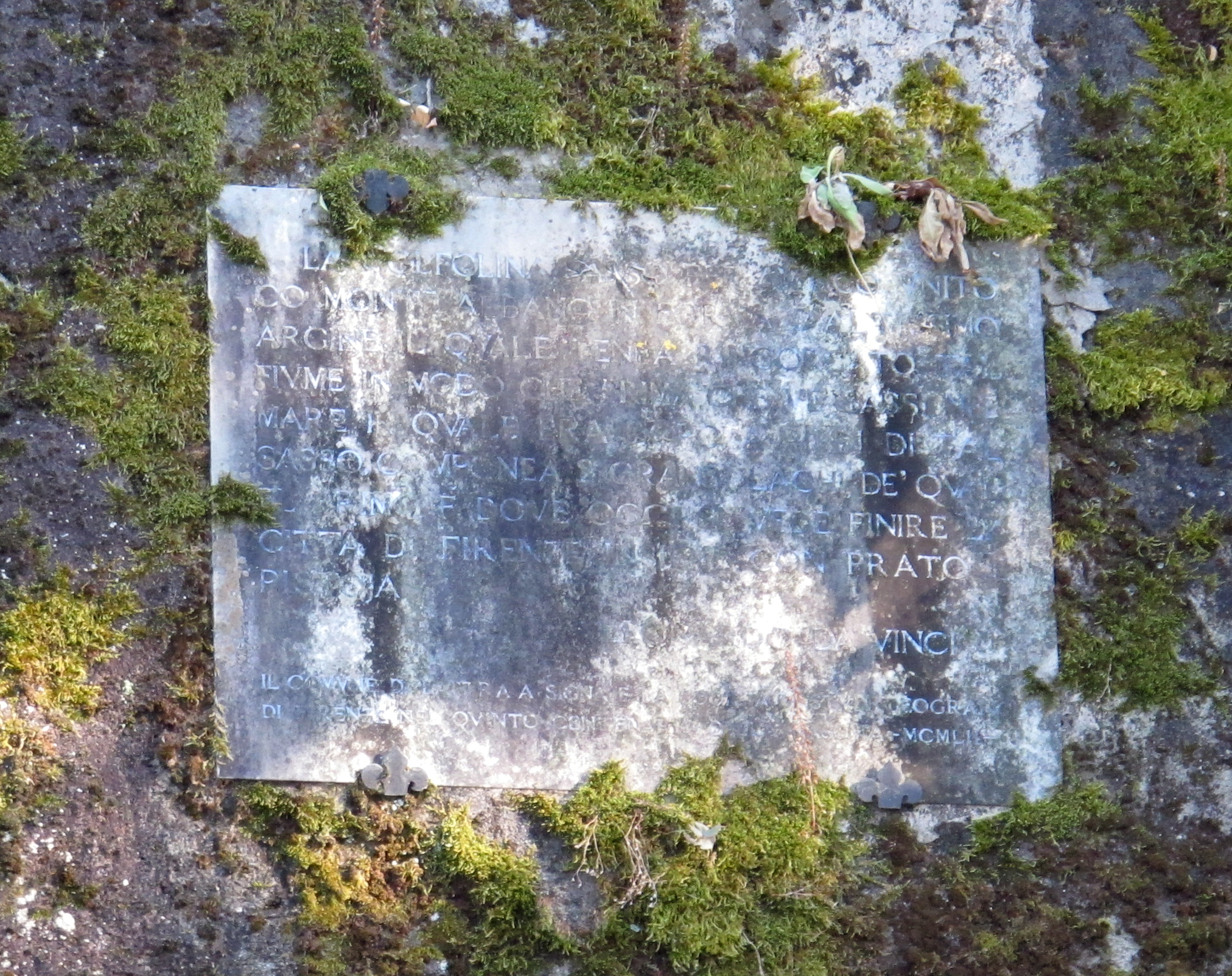
La targa con la citazione di Leonardo da Vinci